# Verbascum ruscinonense
Verbascum ruscinonense är en flenörtsväxtart som beskrevs av Georges Rouy. Verbascum ruscinonense ingår i släktet kungsljus, och familjen flenörtsväxter. Inga underarter finns listade i Catalogue of Life.